# Otar Saralidze
Otar Saralidze (gruz. ოთარ სარალიძე; ur. 14 stycznia 1990 w Tbilisi) – polsko–gruziński aktor filmowy, teatralny i dubbingowy.

## Życiorys

### Wczesne lata
Urodził się w Tbilisi w Gruzji. Jego matka, Natia K’avsadze, jest gruzińską aktorką. W 1991, tuż po ogłoszeniu niepodległości przez Gruzję, wraz z rodziną przeniósł się do Polski, gdzie przez trzy lata mieszkał w Krakowie, po czym z powrotem powrócił do Gruzji. W wieku 12 lat na stałe zamieszkał w Polsce. Rozpoczynając naukę w gimnazjum znał: język gruziński, polski, rosyjski i angielski. Uczestniczył w miesięcznym kursie aktorskim w Los Angeles. Na drugim roku studiów na Wydziale Aktorskim Akademii Teatralnej im. Aleksandra Zelwerowicza w Warszawie wystąpił jako Antonio w Wieczorze Trzech Króli Williama Shakespeare’a w reżyserii Cezarego Morawskiego (2010) z Magdaleną Lamparską, Natalią Rybicką, Konradem Darochą i Zofią Zborowską, na trzecim roku – został obsadzony w roli Toma w Zabawie jak nigdy Williama Saroyana w reż. Wiesława Komasy (2011) z Aleksandrą Domańską, a na czwartym – zagrał Kleonta w Przypadkach pana Jourdain na podstawie komedii Mieszczanin szlachcicem Moliera w reż. Waldemara Śmigasiewicza (2012) z Kamilem Kulą. W 2013 ukończył studia i obronił dyplom.

### Kariera
W 2011 debiutował na scenie Teatru Narodowego w roli mnicha, wygnańca i żołnierza w Lorenzaccio Alfreda de Musseta w reż. Jacquesa Lassalle’a. W 2012 w Teatrze Polonia zagrał postać męża w farsie Związek otwarty Dario Fo i Francy Rame w reż. Krystyny Jandy i Marii Seweryn. Na scenie Och-Teatru wystąpił w Zemście Aleksandra Fredry w reż. Waldemara Śmigasiewicza (2013) w roli Macieja Miętusa, Przedstawieniu świątecznym Raya Cooneya w reż. Krystyny Jandy (2013) jako poszukający swego biologicznego ojca neurotyczny Leslie i komedii Uwaga... Publiczność! Frédérica Sabrou w reż. Edwarda Wojtaszka (2014) w roli Sama. W krakowskim Teatrze STU zagrał Sandora Mayera w sztuce Firma dziękuje Lutza Hübnera w reż. Marka Gierszała (2014) i Kienza w Raju Franzobela w reż. Krzysztofa Pluskoty (2016). W latach 2016–2020 był związany z Teatrem Powszechnym, gdzie zebrał pochlebne recenzje za kreację Kosmy w Niedźwiedziu Wojtku Tadeusza Słobodzianka w reż. Ondreja Spišáka (2016). 
Rozpoznawalność zawdzięcza roli Irka Redyka w serialu TVP2 Barwy szczęścia (2010–2017) i jako student „Czarny” w serialu TVN Na Wspólnej (2012–2014). Na kinowym ekranie zadebiutował w roli Ahmeda, syna właściciela hotelu w komedii Patryka Vegi Last Minute (2013). Za występ w produkcji Patryka Vegi Kobiety mafii 2 (2019) wraz z Aleksandrą Popławską był nominowany do antynagrody Węży w kategorii najgorszy duet na ekranie. W dreszczowcu erotycznym Barbary Białowąs i Tomasza Mandesa 365 dni (2020) wcielił się w postać Domenico, przyjaciela głównego bohatera (Michele Morrone).
Od 2016 współpracuje z Teatrem Polskiego Radia. 18 września 2017 otrzymał nagrodę aktorską Arete przyznaną przez Teatr Polskiego Radia.

### Życie prywatne
15 lipca 2023 zawarł związek małżeński z Katarzyną Zbrojewicz, córką aktora Mirosława Zbrojewicza.

## Filmografia

### Filmy
| Rok  | Tytuł                | Rola                  |
| ---- | -------------------- | --------------------- |
| 2013 | Last Minute          | Ahmed                 |
| 2014 | Obce ciało           | pracownik korporacji  |
| 2016 | Niewinne             | żołnierz radziecki    |
| 2018 | Nina                 | Indy                  |
| 2019 | Kobiety mafii 2      | Amir                  |
| 2020 | 365 dni              | Domenico              |
| 2021 | Teściowie            | Wodzirej              |
| 2022 | 365 dni: Ten dzień   | Domenico              |
| 2022 | Kolejne 365 dni      | Domenico              |
| 2023 | Ślub doskonały       | kochanek panny młodej |
| 2023 | Operacja Soulcatcher | Louis                 |
| 2023 | Cały ten seks        | Olek, mąż Oli         |

### Seriale
| Rok       | Tytuł                | Rola                        | Uwagi    |
| --------- | -------------------- | --------------------------- | -------- |
| 2010–2017 | Barwy szczęścia      | Irek Redyk                  |          |
| 2010      | 1920. Wojna i miłość | wartownik                   | odc. 3   |
| 2011      | Na dobre i na złe    | Kacper Żarnecki             | odc. 457 |
| 2012      | Misja Afganistan     | Salim                       | odc. 8   |
| 2012–2013 | Na Wspólnej          | student „Czarny”            |          |
| 2013      | Prawo Agaty          | brat Marizy                 | odc. 42  |
| 2014      | Komisarz Alex        | pielęgniarz                 | odc. 70  |
| 2015      | Nie rób scen         | aktor Andriej Bezrukaszwili | odc. 5   |
| 2015      | Web Therapy          | Karim Kowalski              |          |
| 2016      | Na noże              |                             | odc. 10  |
| 2017      | Ultraviolet          | Fadi Rahmen                 | odc. 3   |
| 2018–2020 | O mnie się nie martw | Djamal                      |          |
| 2021–2023 | Mecenas Porada       | Adi Tsurgan                 |          |
| 2024      | Komisarz Alex        | „Pająk”                     | odc. 277 |
| od 2025   | Szpital św. Anny     | Filip Mekharadze            |          |

## Dubbing

### Filmy
- 2010: Kocurro
- 2012: Niesamowity Spider-Man
- 2013: Nicky Spoko – Tommy
- 2014: Niesamowity Spider-Man 2 – oburzony rozmówca
- 2015: Fantastyczna Czwórka – Johnny Storm
- 2016: Wilk w owczej skórze – Szary
- 2017: Power Rangers – Billy Cranston/Niebieski Wojownik
- 2018: Mary Poppins powraca – Angus
- 2018: Venom – Eddie Brock/Venom
- 2021: Flora i Ulisses – Chad
- 2021: Terminator 2: Dzień sądu – Miles Dyson[11]
- 2021: Spider-Man: Bez drogi do domu – Eddie Brock / Venom[12]
- 2022: Sonic 2. Szybki jak błyskawica – Agent Stone[13]
- 2022: Batman - jako Edward Nashton / Riddler

### Seriale
- 2012: Wojownicze Żółwie Ninja - Raphael
- 2012: Przygody Sary Jane – Caleb
- 2017: Big Mouth – Andrew Glouberman
- 2017: Vampirina – Kurt (odcinek Polowanie na ducha)
- 2018: Chilling Adventures of Sabrina – Ambrose Spellman
- 2020: Mao Mao i bohaterowie Czystego Serca – Kobrangutan
- 2023-teraz: "Doktor Who" - Piętnasty Doktor